# Bajacalia tridentata
Bajacalia tridentata là một loài thực vật có hoa trong họ Cúc. Loài này được (Benth.) "Loockerman, B.L.Turner & R.K.Jansen" mô tả khoa học đầu tiên năm 2003.